# لاسا دی سلا
لاسا دی سلا که با نام لهاسا هم شناخته می‌شود، خواننده و ترانه‌سرای آمریکایی بود.

## زندگی
لهاسا از پدری مکزیکی، در آمریکا به‌دنیا آمد و در مکزیک و آمریکا بزرگ شد و دوران بلوغ را در کانادا و فرانسه گذراند.

## پیشه
نخستین آلبومش «لا لیورونا» سال ۱۹۹۷ در کانادا عرضه شد و دو جایزه Félix و Juno را در کانادا گرفت.

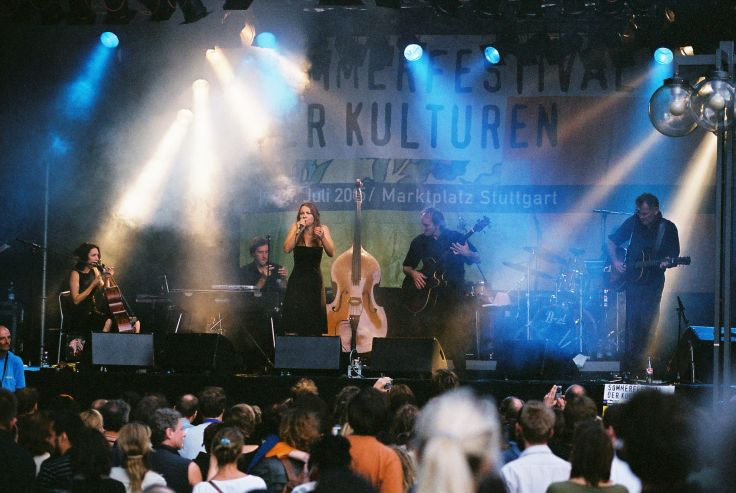
اجرای زنده در اشتوتگارت، ۲۰۰۵

## مرگ
لاسا پس از ۲۱ماه مبارزه با سرطان پستان، در عصر یکم ژانویه ۲۰۱۰ در سن ۳۷ سالگی در خانه‌اش در مونترال درگذشت.

## آلبوم‌ها
- لا لیورونا (۱۹۹۷)
- د لیوینگ رود (۲۰۰۳)
- لهاسا (۲۰۰۹)

## فیلم‌شناسی
- El Desierto ۱۹۹۷
- Con toda palabra ۲۰۰۵
- Rising ۲۰۰۹
- Cold Souls ۲۰۰۹